# Tiro con l'arco ai Giochi mondiali 2025
Le competizioni di Tiro con l'arco ai Giochi mondiali 2025 si sono svolte dal 7 al 16 agosto 2025 al Qinglong Lake di Chengdu in Cina.

## Podi

### Uomini
| Specialità               | Oro             | Argento           | Bronzo        |
| Compound (dettagli)      | Mike Schloesser | Curtis Broadnax   | Rishabh Yadav |
| Arco nudo (dettagli)     | Simone Barbieri | Simon Fairweather | Cesar Vera    |
| Arco olimpico (dettagli) | Matteo Borsani  | Patrick Huston    | Willem Bakker |

### Donne
| Specialità               | Oro              | Argento           | Bronzo               |
| Compound (dettagli)      | Andrea Becerra   | Lisell Jäätma     | Meeri-Marita Paas    |
| Arco nudo (dettagli)     | Alicia Baumert   | Cinzia Noziglia   | Fawn Girard          |
| Arco olimpico (dettagli) | Denisa Baránková | Chiara Rebagliati | Roberta Di Francesco |

### Gare miste
| Specialità                    | Oro                                         | Argento                                        | Bronzo                                  |
| Compound a squadre (dettagli) | Danimarca Mathias Fullerton Sofie Marcussen | Messico Andrea Becerra Sebastián García Flores | Stati Uniti Alexis Ruiz Curtis Broadnax |

## Medagliere
| Posiz. | Nazione     | Oro | Argento | Bronzo | Totale |
| ------ | ----------- | --- | ------- | ------ | ------ |
| 1      | Italia      | 2   | 2       | 1      | 5      |
| 2      | Messico     | 1   | 1       | 0      | 2      |
| 3      | Paesi Bassi | 1   | 0       | 1      | 2      |
| 4      | Danimarca   | 1   | 0       | 0      | 1      |
| 4      | Francia     | 1   | 0       | 0      | 1      |
| 4      | Slovacchia  | 1   | 0       | 0      | 1      |
| 7      | Stati Uniti | 0   | 1       | 2      | 3      |
| 8      | Estonia     | 0   | 1       | 1      | 2      |
| 9      | Danimarca   | 0   | 1       | 0      | 1      |
| 9      | Regno Unito | 0   | 1       | 0      | 1      |
| 11     | India       | 0   | 0       | 1      | 1      |
| 11     | Spagna      | 0   | 0       | 1      | 1      |
| Totale | Totale      | 7   | 7       | 7      | 21     |